# H-1 (motor de foguete)

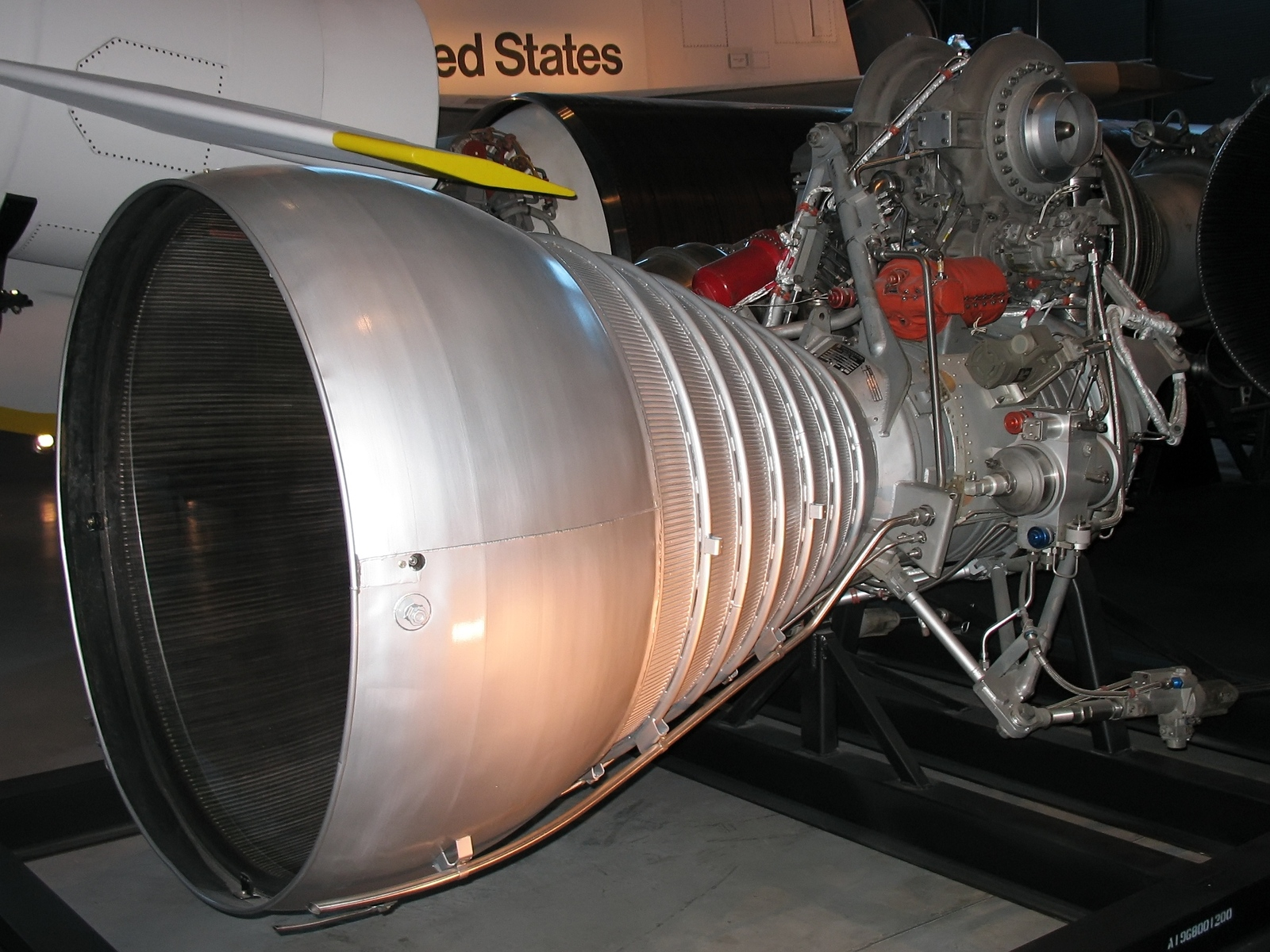
Um motor H-1 em exposição.

O H-1, foi um motor de foguete de alta performance, movido a combustíveis líquidos criogênicos, no caso, RP-1 e LOX, que foi usado nos foguetes Saturno I e Saturno IB.
O H-1, construído pela Rocketdyne, gerava 910 kN. Nos foguetes Saturno 1 e Saturno 1B, eram usados em grupos de oito.
Depois do Programa Apollo, motores H-1 que estavam em estoque, foram reformados e atualizados, gerando o motor RS-27,
usado no foguete Delta II.